# Fortuné (chien)
Pour les articles homonymes, voir Fortuné.
Fortuné, mort en 1797 au château de Mombello à Milan, est le chien familier de Joséphine de Beauharnais. Ce carlin est connu pour sa méchanceté envers le mari de Joséphine, le général Napoléon Bonaparte, et il apparaît régulièrement dans les lettres adressées par Napoléon à son épouse. La seule description physique de l'animal figure dans les mémoires d'Antoine-Vincent Arnault, ami de Napoléon. Aimé de Joséphine mais détesté par le futur empereur, Fortuné meurt en 1797 pendant la campagne d'Italie après une altercation avec un autre chien.

## Histoire
Fortuné aurait été offert à Marie Josèphe Rose Tascher de La Pagerie par l'homme politique français Louis-Henri-Scipion du Roure. En avril 1794, Rose est emprisonnée à la prison des Carmes après l’exécution de son mari, Alexandre de Beauharnais. Elle utilise alors son carlin comme facteur afin d'établir discrètement des contacts avec ses amis à l'extérieur de la prison, grâce à des plis dissimulés sous le collier du chien,. Rose Tascher, qui devient dès lors Joséphine, épouse civilement le général Napoléon Bonaparte le 8 mars 1796 à Paris. À l'occasion de la nuit de noces, Fortuné, qui d'ordinaire partage toutes les nuits le lit de sa maîtresse,, voit d'un mauvais œil ce nouvel occupant et rentre dans la petite histoire de la légende napoléonienne en mordant celui-ci au mollet,,,.

« Vous voyez bien ce monsieur-là ; c'est mon rival. Il était en possession du lit de Madame quand je l'épousai. Je voulus l'en faire sortir : prétention inutile ; on me déclara qu'il fallait me résoudre à coucher ailleurs ou consentir au partage. Cela me contrariait assez, mais c'était à prendre ou à laisser. Je me résignai. Le favori fut moins accommodant que moi. J'en porte la preuve à cette jambe. »

— Napoléon à Antoine-Vincent Arnault.
Je croyais t'aimer il y a quelques jours, mais depuis que je t'ai revue, je sens que je t'aime mille fois plus encore... Millions de baisers, et même à Fortuné, en dépit de sa méchanceté,,.
L'animal suit Joséphine dans toutes ses pérégrinations. Doté d'un mauvais caractère, il s'en prend aux humains et aux autres chiens. L'animosité de Napoléon envers Fortuné est si grande que lors des voyages qu'il effectue en compagnie de sa femme, le général ordonne que le carlin soit placé dans une deuxième voiture sous la surveillance d'un serviteur de la garde-robe. Le comportement agressif de Fortuné finit par lui coûter la vie en 1797, lors de la première campagne d'Italie, quand Joséphine décide de rejoindre son mari au château de Mombello près de Milan, accompagnée de Fortuné,. Le carlin s'entend mal avec le chien du cuisinier, qui finit par le tuer dans les jardins du château d'un coup de mâchoire,. L'écrivain Michel de Decker situe cet incident au palais Serbelloni de Milan. 
Joséphine, fort attristée de la perte de son chien, est consolée par son amant, le capitaine Hippolyte Charles, qui lui offre un second carlin de race anglaise nommé Fox,. Beaucoup plus doux que son prédécesseur, ce dernier suit les règles de l'étiquette et manifeste beaucoup d'attachement à sa maîtresse. Napoléon, se méfiant de lui, dit un jour : « je ne m'y fierais pas ; c'est un Anglais ». Fortuné, empaillé, est conservé au château de Navarre, mais sa dépouille est perdue lors de la destruction de ce dernier entre 1834 et 1836.

## Description et caractère de Fortuné

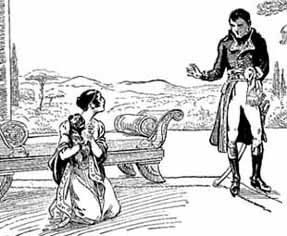
Napoléon, Joséphine et Fortuné (dessin anonyme du XIXe siècle).

La majorité des historiens et des auteurs présentent Fortuné comme un carlin. L'écrivain Michel de Decker pense toutefois qu'il serait un croisement de carlin et de ratier. L'auteur Stanley Coren parle quant à lui d'un King Charles Spaniel. Fortuné est de couleur jaune-roux, le visage noir et doté de petites pattes. Antoine-Vincent Arnault décrit ainsi l'animal : 

« Fortuné n'était ni beau, ni bon, ni aimable. Bas sur pattes, long de corps, moins fauve que roux, ce carlin au nez de belette ne rappelait sa race que par son masque noir et sa queue en tire-bouchon. »

Joséphine aime son chien qu'elle emmène en promenade ou qu'elle laisse jouer avec ses enfants. Fortuné est cependant jaloux de Napoléon depuis la rencontre entre ce dernier et Joséphine de Beauharnais, n'éprouve aucune sympathie pour les hommes et est d'un tempérament hargneux et querelleur. Il n'a de l'affection que pour sa maîtresse, ses enfants — Eugène et Hortense — et pour le second amant de Joséphine, le capitaine Hippolyte Charles.